# Timantit on ikuisia
Timantit on ikuisia (finlandese: "I diamanti sono per sempre") è un singolo del rapper finlandese Cheek, pubblicato il 9 agosto 2013 dalla Liiga Music Oy. Il brano ha anticipato la pubblicazione dell'album Kuka muu muka, che era prevista per il 20 settembre 2013.
Il singolo è entrato nelle classifiche e ha raggiunto la prima posizione nella classifica dei singoli più trasmessi in radio, di quelli più scaricati e di quelli più venduti.
Il video musicale è stato pubblicato sull'account ufficiale della casa discografica il 9 agosto 2013.

## Tracce
1. Timantit on ikuisia – 3:40

## Classifica
| Classifica           | Massima posizione |
| -------------------- | ----------------- |
| Finlandia            | 1                 |
| Finlandia (digitale) | 1                 |
| Finlandia (radio)    | 1                 |